# Qitai

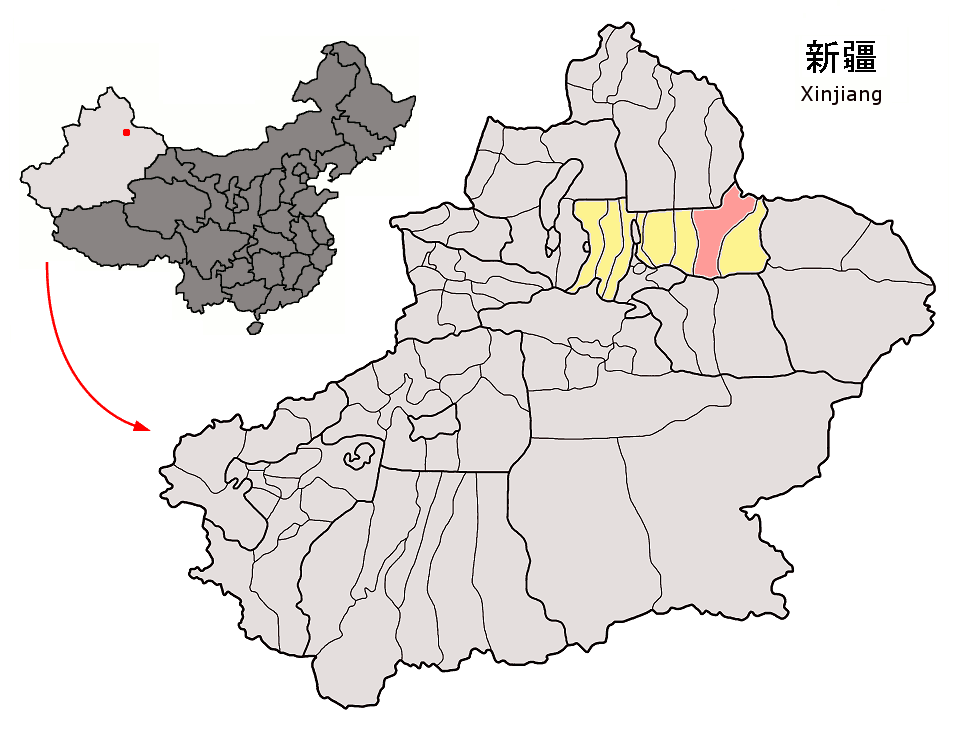
Lage des Kreises Qitai (rosa) im Autonomen Bezirk Changji (gelb)

Qitai (chinesisch 奇台縣 / 奇台县, Pinyin Qítái Xiàn, uigurisch گۇچۇڭ ناھىيىسى Guqung Naⱨiyisi) ist ein Kreis des Autonomen Bezirks Changji der Hui im Nordwesten des Uigurischen Autonomen Gebiets Xinjiang der Volksrepublik China.
Der Kreis liegt im Süden der Dsungarei und nördlich des Gebirges Bogda Shan.
Er hat eine Fläche von 16.709,36 km² und zählt 210.566 Einwohner (Stand: Zensus 2010).
Ungefähr 30 km westlich des Hauptortes Qitai befindet sich der Nachbarort Jimsar.

## Administrative Gliederung
Auf Gemeindeebene setzt sich Qitai aus neun Großgemeinden, drei Gemeinden, drei Nationalitätengemeinden, einer Staatsfarm und einer Staatsweide zusammen. Diese sind:
| Großgemeinde Qitai (奇台镇), Hauptort, Sitz der Kreisregierung; Großgemeinde Banjiegou (半截沟镇); Großgemeinde Dongwan (东湾镇); Großgemeinde Jebki (吉布库镇); Großgemeinde Laoqitai (老奇台镇); Großgemeinde Xidi (西地镇); Großgemeinde Biliuhe (碧流河镇); Großgemeinde Sangezhuangzi (三个庄子镇); Großgemeinde Xibeiwan (西北湾镇); | Gemeinde Gucheng (古城乡); Gemeinde Kariz (坎尔孜乡); Gemeinde Qihu (七户乡); Gemeinde Daquan der Tataren (大泉塔塔尔族乡); Gemeinde Qorin der Kasachen (乔仁哈萨克族乡); Gemeinde Wumachang der Kasachen (五马场哈萨克族乡); Staatsfarm Qitai der Produktions- und Aufbaukorps (兵团奇台农场); Staatsweide Beitashan der 6. Agrardivision der Produktions- und Aufbaukorps (兵团农六师北塔山牧场). |